# Alessandro Serpieri (1935)
Alessandro Serpieri (Molfetta, 21 gennaio 1935 – Firenze, 6 febbraio 2017) è stato un traduttore e anglista italiano.

## Biografia
Nacque a Molfetta nel 1935. Divenne assistente ordinario di Lingua e Letteratura inglese presso l'Università di Bologna nel 1963; mantenne l'incarico fino al 1968, passando poi al grado di assistente incaricato. Nel 1971 diventò professore ordinario all'Università di Firenze, venendo anni dopo nominato professore emerito. Dal 1979 al 1983 è stato presidente dell'Associazione Italiana di Studi Semiotici, e dal 1991 al 1993 ha presieduto l'Associazione Italiana di Anglistica. Si è occupato prevalentemente di opere teatrali e poesia in lingua inglese, traducendo e curando svariate opere di, tra gli altri, William Shakespeare, T.S. Eliot e Joseph Conrad. Nel 1977 ha pubblicato un romanzo, intitolato Mostri agli alisei, e nel 1988 un testo teatrale, Dracula. Nel 1992 vinse il Premio Mondello per la traduzione dei Sonetti di William Shakespeare. Per la traduzione de Il primo Amleto di Shakespeare vinse il XVIII Premio Monselice per la traduzione letteraria (1998), mentre nel 2009 gli è stato assegnato il Premio Grinzane Cavour.

## Opere

### Saggi
- John Webster, Bari, Adriatica, 1966.
- Hopkins, Eliot, Auden. Saggi sul parallelismo poetico, Bologna, Patron, 1969.
- Arabesco metafisico eliotiano, in "Lingua e stile", a. V, 3, dicembre 1970.
- T.S. Eliot, Le strutture profonde, Bologna, Il Mulino, 1973.
- Rhapsody. Tre studi su una lirica di T.S. Eliot, Collana Studi, Milano, Bompiani, 1974. (con Marcello Pagnini e Anthony J. Johnson)
- I sonetti dell'immortalità. Il problema dell'arte e della nominazione in Shakespeare, Collana Studi, Milano, Bompiani, 1975; 1998.
- Otello: l'Eros negato. Psicoanalisi di una proiezione distruttiva, Milano, Coopli, 1976; Milano, Il formichiere, 1978; Napoli, Liguori, 2003.
- Sul concetto di trasformazione e sulla poetica generativa, in Virginia Finzi Ghisi (a cura di), Crisi del sapere e nuova razionalità, Bari, De Donato, 1978.
- Ipotesi teorica di segmentazione del testo teatrale, in Come comunica il teatro. Dal testo alla scena, Milano, Il formichiere, 1978.
- Retorica e immaginario, Parma, Pratiche, 1986.
- Nel laboratorio di Shakespeare. Dalle fonti ai drammi, Parma, Pratiche, 1988.
  - 1. Il quadro teorico
  - 2. La prima tetralogia (Marcella Quadri, Anna Maria Bernini, Giovanna Mochi)
  - 3. La seconda tetralogia (Susan Payne, Serena Cenni, Aldo Celli)
  - 4. I drammi romani (con Keir Elam e Claudia Corti)
- On the Language of Drama, trad. di Annamaria Carusi, Pretoria, University of South Africa Press, 1989.
- Polifonia shakespeariana, Roma, Bulzoni, 2002.
- Introduzione a Joseph Conrad, La follia di Almayer, trad. di Marco Papi, Milano, Rizzoli, 2004.
- English Renaissance Scenes: From Canon to Margins, con Paola Pugliatti, Berna, Peter Lang, 2008.
- Avventure dell'interpretazione. Leggere i classici oggi, Collana Anglica. Studi e testi, Pisa, ETS, 2015, ISBN 978-88-467-4227-8.

### Traduzioni
- Joseph Conrad, Youth, Firenze, Sansoni, 1963.
- Joseph Conrad, Epistolario, Milano, Bompiani, 1966.
- Norman Mailer, Pubblicità per me stesso, con Mario Materassi, Milano, Lerici, 1967; Milano, Baldini Castoldi Dalai, 2009.
- George Meredith, L'amore moderno, Bari, De Donato, 1968; Milano, Rizzoli, 1999.
- William Shakespeare, Amleto, Milano, Feltrinelli, 1980; Venezia, Marsilio, 1997.
- T.S. Eliot, La terra desolata, Milano, Rizzoli, 1982, 2010.
- William Shakespeare, Il mercante di Venezia, Milano, Garzanti, 1987.
- William Shakespeare, Tito Andronico, Milano, Garzanti, 1989.
- William Shakespeare, Pericle, principe di Tiro, Milano, Garzanti, 1991.
- William Shakespeare, Sonetti, Collana Classici Rizzoli, Milano, Rizzoli, settembre 1991; ed. riveduta e aggiornata, Collana BUR, Milano, Rizzoli, settembre 1995; Collana BUR Pantheon, Rizzoli, 2002; Milano, Fabbri Editori.
- William Shakespeare, Giulio Cesare, Milano, Garzanti, 1993.
- Joseph Conrad, L'agente segreto: un racconto semplice, Firenze, Giunti, 1994.
- Joseph Conrad, Falk, Venezia, Marsilio, 1994, 2002.
- William Shakespeare, Macbeth, Firenze, Giunti, 1996.
- William Shakespeare, Il primo Amleto, Venezia, Marsilio, 1997.
- William Shakespeare, Drammi romanzeschi. Pericle, principe di Tiro. Cimbelino. Il racconto d'inverno. La tempesta, Venezia, Marsilio, 2001, ISBN 978-88-317-7714-8.
- Lewis Carroll, Le avventure di Alice nel Paese delle Meraviglie, Venezia, Marsilio, 2002.
- William Shakespeare, Misura per misura, Collana Letteratura universale, Venezia, Marsilio, 2003, ISBN 978-88-317-8287-6.
- William Shakespeare, La tempesta, Introd. e trad. di A. Serpieri, note di Clara Mucci, Collana Letteratura universale, Venezia, Marsilio, 2006, ISBN 978-88-317-8983-7.
- John Donne, Poesie, con Silvia Bigliazzi, Collana BUR, Milano, Rizzoli, 2007.
- William Shakespeare, Otello, a cura di Shaul Bassi, Collana Letteratura universale, Venezia, Marsilio, 2009, ISBN 978-88-317-9780-1.
- William Shakespeare, Riccardo II, a cura di Susan Payne, Collana Letteratura universale, Venezia, Marsilio, 2014, ISBN 978-88-317-1901-8.
- William Shakespeare, Re Lear, Collana Letteratura universale, Venezia, Marsilio, 2018, ISBN 978-88-317-2863-8.
- William Shakespeare, Il racconto d'inverno, a cura di Piero Boitani, Collana Letteratura universale, Venezia, Marsilio, 2021, ISBN 978-88-297-0892-5.

### Curatele
- Shakespeare: la nostalgia dell'essere, Parma, Pratiche, 1985.
- Mettere in scena Shakespeare, con Keir Elam, Parma, Pratiche, 1987.
- L'eros in Shakespeare, con Keir Elam, Parma, Pratiche, 1988.

### Romanzi
- Mostri agli alisei, Milano, Bompiani, 1977.
- Mare scritto, Lecce, Manni, 2007.

### Teatro
- Dracula, Milano, Hystrio, 1988.